# Четворојеванђеље цара Јована Александра
Четворојеванђеље цара Јована Александра, познат и као Лондонско четворојеванђеље  је илуминирани рукопис, који је настао између 1355-1356. године. Један је од најзначајнијих рукописа средњовековне словенске културе. Аутор је монах Симеон за цара Јована Александра који је владао од 1331-1337. године као члан династије Стратимировића.
Рукопис који се сада чува  у Британској библиотеци (Адд. МС 39627) садржи сва четири канонска јеванђеља и још неке текстове. Рукопис је илустрован са 366 минијатура и састоји се од 286 листова пергамента димензија 33 к 24,3 центиметра са накнадном нумерацијом.
Цео текст рукописа написао је монах по имену Симеон 1355-1356 по налогу цара Јована Александра . Књига је била намењена за употребу у служби у краљевској капели. Нејасно је да ли је и Симеон био тај који је и илустровао рукопис. На минијатурама су радила најмање три различита уметника, али, као и обично, њихова имена се нигде не наводе. Рукопис открива сличност са списком рукописа Константина Манасеја чији је аутор Трновска књижевна школа 1344-1345.
Након што су Турци османлије заузели Велико Трново 1393. године, рукопис је пренет у Молдавску кнежевину. Касније је откупљен о трошку Александра I Доброг, што је приказано у постскриптуму црвеним мастилом на петој страни. Даље, постоји празнина у подацима о локацији рукописа, али се у једном документу из 17. века помиње као део збирке манастира Светог Павла на Атосу.
Године 1837. манастир је посетио енглески путник и колекционар Роберт Керзон. Према његовим речима, рукопис је добио на поклон од монаха,[3] али га Милнер-Галанд описује као „бесрамно проневерен“ . Први пут када је рукопис представљен академском свету 1849. године, када је Керзон саставио опис своје колекције. Било је немогуће директно се упознати са оригиналом, што је дало повода за разне врсте спекулација. Међутим, 1876. године Керзонов син је своју колекцију ставио у Британски музеј на сталну поставку, а његова ћерка Дареа је, заузврат, потпуно пренела у музеј 1917. године. Године 1973, формирањем Британске библиотеке, рукопис је премештен тамо.
Царски портрет на минијатури рукописа попраћен је сљедећим натписом: “Йоан Александър, в Христа Бога верен цар и самодръжец всем блъгаром и гръком; Теодора, в Христа Бога вернаа и новопросвещеннаа царица и самодръжица всем блъгаром и гръком; Йоан Шишман цар, син великаго царя Йоана Александра; Йоан Асен цар, син царев.“
При крају богато илуминираног рукописа, на 273. страни, налази се илустрација магичног квадрата који се састоји од 25 хоризонталних и 25 вертикалних редова испуњеним словима (25×25, укупно 265 слова) у ком се крије име цара “Јован Александар цар“, а које се од средишњег слова „Iῶ“ може читати у четири правца, што је јединствена појава у таквим рукописима. Дакле, до решења квадрата долази се читањем од централног слова у четири правца, али не и дијагонално. То је, заправо, читање у форми крста што се подудара са верским садржајем рукописа .